# Actenicerus aerosus aerosus
Actenicerus aerosus aerosus é uma subespécie de besouro click da família Elateridae, descrita cientificamente por Lewis em 1894. São facilmente encontradas na região Kitayama, em Quioto.